# Wereldkampioenschap superbike van Donington 1994 (mei)
Het wereldkampioenschap superbike van Donington 1994 in mei was de eerste ronde van het wereldkampioenschap superbike 1994. De races werden verreden op 2 mei 1994 op Donington Park in North West Leicestershire, Verenigd Koninkrijk.

## Race 1
| Pos | Nr | Rijder               | Constructeur | Rondes | Tijd                | Grid | Punten |
| --- | -- | -------------------- | ------------ | ------ | ------------------- | ---- | ------ |
| 1   | 2  | Carl Fogarty         | Ducati       | 25     | 40:16.420           | 4    | 20     |
| 2   | 3  | Aaron Slight         | Honda        | 25     | +1.330              | 6    | 17     |
| 3   | 4  | Fabrizio Pirovano    | Ducati       | 25     | +2.010              | 8    | 15     |
| 4   | 1  | Scott Russell        | Kawasaki     | 25     | +2.520              | 1    | 13     |
| 5   | 5  | Giancarlo Falappa    | Ducati       | 25     | +21.490             | 5    | 11     |
| 6   | 37 | Simon Crafar         | Honda        | 25     | +23.930             | 11   | 10     |
| 7   | 6  | Piergiorgio Bontempi | Kawasaki     | 25     | +24.180             | 9    | 9      |
| 8   | 33 | Brian Morrison       | Honda        | 25     | +43.660             | 14   | 8      |
| 9   | 23 | Doug Polen           | Honda        | 25     | +48.830             | 17   | 7      |
| 10  | 53 | Mauro Moroni         | Kawasaki     | 25     | +51.670             | 12   | 6      |
| 11  | 36 | Valerio Destefanis   | Ducati       | 25     | +53.890             | 16   | 5      |
| 12  | 68 | Jean-Yves Mounier    | Ducati       | 25     | +54.110             | 23   | 4      |
| 13  | 61 | Michael Rutter       | Ducati       | 25     | +54.310             | 27   | 3      |
| 14  | 31 | Jim Moodie           | Yamaha       | 25     | +55.000             | 18   | 2      |
| 15  | 11 | Andreas Meklau       | Ducati       | 25     | +55.200             | 20   | 1      |
| 16  | 49 | Andrea Perselli      | Ducati       | 25     | +59.490             | 25   |        |
| 17  | 63 | Adrien Morillas      | Kawasaki     | 25     | +1:01.000           | 19   |        |
| 18  | 7  | Stéphane Mertens     | Ducati       | 25     | +1:01.620           | 34   |        |
| 19  | 39 | Matt Llewellyn       | Ducati       | 25     | +1:02.070           | 15   |        |
| 20  | 64 | Nick Hopkins         | Yamaha       | 25     | +1:07.110           | 22   |        |
| 21  | 51 | Alex Vieira          | Honda        | 25     | +1:08.010           | 33   |        |
| 22  | 54 | Denis Bonoris        | Kawasaki     | 25     | +1:08.020           | 26   |        |
| 23  | 10 | Mauro Lucchiari      | Yamaha       | 25     | +1:08.850           | 10   |        |
| 24  | 67 | José Kuhn            | Honda        | 25     | +1:09.830           | 36   |        |
| 25  | 62 | Lee Pullan           | Yamaha       | 25     | +1:24.010           | 32   |        |
| 26  | 56 | Mark Farmer          | Yamaha       | 25     | +1:28.690           | 21   |        |
| 27  | 38 | Gianmaria Liverani   | Honda        | 25     | +1:30.650           | 35   |        |
| 28  | 72 | Roberto Panichi      | Ducati       | 24     | +1 ronde            | 37   |        |
| DNF | 59 | Troy Corser          | Ducati       | 23     | Uitgevallen         | 3    |        |
| DNF | 35 | David Jefferies      | Ducati       | 17     | Uitgevallen         | 24   |        |
| DNF | 40 | Serafino Foti        | Ducati       | 17     | Uitgevallen         | 31   |        |
| DNF | 8  | Terry Rymer          | Kawasaki     | 15     | Uitgevallen         | 7    |        |
| DNF | 26 | Steve Hislop         | Honda        | 10     | Uitgevallen         | 13   |        |
| DNF | 21 | Jean-Marc Delétang   | Yamaha       | 10     | Uitgevallen         | 29   |        |
| DNF | 74 | Thierry Rogier       | Ducati       | 9      | Uitgevallen         | 38   |        |
| DNF | 32 | Stefano Caracchi     | Ducati       | 8      | Uitgevallen         | 40   |        |
| DNF | 60 | Aldeo Presciutti     | Ducati       | 7      | Uitgevallen         | 39   |        |
| DNF | 41 | Michaël Paquay       | Honda        | 4      | Uitgevallen         | 28   |        |
| DNS | 69 | James Whitham        | Ducati       | 0      | Niet gestart        | 2    |        |
| DNS | 52 | Ray Stringer         | Ducati       | 0      | Niet gestart        | 30   |        |
| DNQ | 79 | Alain Lelan          | Kawasaki     | 0      | Niet gekwalificeerd |      |        |
| DNQ | 58 | Dave Redgate         | Yamaha       | 0      | Niet gekwalificeerd |      |        |
| DNQ | 80 | Alex Buckingham      | Yamaha       | 0      | Niet gekwalificeerd |      |        |
| DNQ | 34 | Bernard Cazade       | Honda        | 0      | Niet gekwalificeerd |      |        |
| DNQ | 77 | Roger Bennett        | Kawasaki     | 0      | Niet gekwalificeerd |      |        |
| DNQ | 75 | Luca Ruggeri         | Ducati       | 0      | Niet gekwalificeerd |      |        |
| DNQ | 57 | John Barton          | Kawasaki     | 0      | Niet gekwalificeerd |      |        |
| DNQ | 78 | Leonardo Esteban     | Honda        | 0      | Niet gekwalificeerd |      |        |
| DNQ | 70 | Ivo Bellezza         | Ducati       | 0      | Niet gekwalificeerd |      |        |
| DNQ | 82 | Nestor Amoroso       | Kawasaki     | 0      | Niet gekwalificeerd |      |        |
| DNQ | 28 | Marcel Ernst         | Kawasaki     | 0      | Niet gekwalificeerd |      |        |
| DNQ | 71 | Gérald Muteau        | Kawasaki     | 0      | Niet gekwalificeerd |      |        |
| DNQ | 43 | Eric Maillard        | Honda        | 0      | Niet gekwalificeerd |      |        |
| DNQ | 47 | Wilfred Veille       | Kawasaki     | 0      | Niet gekwalificeerd |      |        |
| DNQ | 65 | Anton Berghammer     | Yamaha       | 0      | Niet gekwalificeerd |      |        |
| DNQ | 73 | Dave Hill            | Yamaha       | 0      | Niet gekwalificeerd |      |        |
| DNQ | 14 | Jeffry de Vries      | Yamaha       | 0      | Niet gekwalificeerd |      |        |

## Race 2
| Pos | Nr | Rijder               | Constructeur | Rondes | Tijd                | Grid | Punten |
| --- | -- | -------------------- | ------------ | ------ | ------------------- | ---- | ------ |
| 1   | 1  | Scott Russell        | Kawasaki     | 25     | 40:05.370           | 1    | 20     |
| 2   | 2  | Carl Fogarty         | Ducati       | 25     | +9.400              | 4    | 17     |
| 3   | 59 | Troy Corser          | Ducati       | 25     | +14.990             | 3    | 15     |
| 4   | 5  | Giancarlo Falappa    | Ducati       | 25     | +32.750             | 5    | 13     |
| 5   | 37 | Simon Crafar         | Honda        | 25     | +36.060             | 11   | 11     |
| 6   | 33 | Brian Morrison       | Honda        | 25     | +42.150             | 14   | 10     |
| 7   | 23 | Doug Polen           | Honda        | 25     | +48.530             | 17   | 9      |
| 8   | 10 | Mauro Lucchiari      | Yamaha       | 25     | +55.310             | 10   | 8      |
| 9   | 68 | Jean-Yves Mounier    | Ducati       | 25     | +1:00.280           | 23   | 7      |
| 10  | 53 | Mauro Moroni         | Kawasaki     | 25     | +1:00.620           | 12   | 6      |
| 11  | 64 | Nick Hopkins         | Yamaha       | 25     | +1:00.900           | 22   | 5      |
| 12  | 51 | Alex Vieira          | Honda        | 25     | +1:12.650           | 33   | 4      |
| 13  | 67 | José Kuhn            | Honda        | 25     | +1:13.920           | 36   | 3      |
| 14  | 54 | Denis Bonoris        | Kawasaki     | 25     | +1:14.450           | 26   | 2      |
| 15  | 40 | Serafino Foti        | Ducati       | 25     | +1:16.160           | 31   | 1      |
| 16  | 41 | Michaël Paquay       | Honda        | 25     | +1:23.680           | 28   |        |
| 17  | 38 | Gianmaria Liverani   | Honda        | 25     | +1:28.210           | 35   |        |
| 18  | 62 | Lee Pullan           | Yamaha       | 25     | +1:39.770           | 32   |        |
| 19  | 74 | Thierry Rogier       | Ducati       | 24     | +1 ronde            | 38   |        |
| DNF | 35 | David Jefferies      | Ducati       | 23     | Uitgevallen         | 24   |        |
| DNF | 61 | Michael Rutter       | Ducati       | 21     | Uitgevallen         | 27   |        |
| DNF | 6  | Piergiorgio Bontempi | Kawasaki     | 20     | Uitgevallen         | 9    |        |
| DNF | 26 | Steve Hislop         | Honda        | 15     | Uitgevallen         | 13   |        |
| DNF | 31 | Jim Moodie           | Yamaha       | 14     | Uitgevallen         | 18   |        |
| DNF | 21 | Jean-Marc Delétang   | Yamaha       | 13     | Uitgevallen         | 29   |        |
| DNF | 60 | Aldeo Presciutti     | Ducati       | 11     | Uitgevallen         | 39   |        |
| DNF | 4  | Fabrizio Pirovano    | Ducati       | 10     | Uitgevallen         | 8    |        |
| DNF | 63 | Adrien Morillas      | Kawasaki     | 9      | Uitgevallen         | 19   |        |
| DNF | 56 | Mark Farmer          | Yamaha       | 7      | Uitgevallen         | 21   |        |
| DNF | 39 | Matt Llewellyn       | Ducati       | 3      | Uitgevallen         | 15   |        |
| DNF | 49 | Andrea Perselli      | Ducati       | 3      | Uitgevallen         | 25   |        |
| DNF | 36 | Valerio Destefanis   | Ducati       | 2      | Uitgevallen         | 16   |        |
| DNF | 7  | Stéphane Mertens     | Ducati       | 1      | Uitgevallen         | 34   |        |
| DNF | 32 | Stefano Caracchi     | Ducati       | 0      | Uitgevallen         | 40   |        |
| DNF | 72 | Roberto Panichi      | Ducati       | 0      | Uitgevallen         | 37   |        |
| DSQ | 3  | Aaron Slight         | Honda        | 25     | Gediskwalificeerd   | 6    |        |
| DSQ | 11 | Andreas Meklau       | Ducati       | 25     | Gediskwalificeerd   | 20   |        |
| DNS | 69 | James Whitham        | Ducati       | 0      | Niet gestart        | 2    |        |
| DNS | 8  | Terry Rymer          | Kawasaki     | 0      | Niet gestart        | 7    |        |
| DNS | 52 | Ray Stringer         | Ducati       | 0      | Niet gestart        | 30   |        |
| DNQ | 79 | Alain Lelan          | Kawasaki     | 0      | Niet gekwalificeerd |      |        |
| DNQ | 58 | Dave Redgate         | Yamaha       | 0      | Niet gekwalificeerd |      |        |
| DNQ | 80 | Alex Buckingham      | Yamaha       | 0      | Niet gekwalificeerd |      |        |
| DNQ | 34 | Bernard Cazade       | Honda        | 0      | Niet gekwalificeerd |      |        |
| DNQ | 77 | Roger Bennett        | Kawasaki     | 0      | Niet gekwalificeerd |      |        |
| DNQ | 75 | Luca Ruggeri         | Ducati       | 0      | Niet gekwalificeerd |      |        |
| DNQ | 57 | John Barton          | Kawasaki     | 0      | Niet gekwalificeerd |      |        |
| DNQ | 78 | Leonardo Esteban     | Honda        | 0      | Niet gekwalificeerd |      |        |
| DNQ | 70 | Ivo Bellezza         | Ducati       | 0      | Niet gekwalificeerd |      |        |
| DNQ | 82 | Nestor Amoroso       | Kawasaki     | 0      | Niet gekwalificeerd |      |        |
| DNQ | 28 | Marcel Ernst         | Kawasaki     | 0      | Niet gekwalificeerd |      |        |
| DNQ | 71 | Gérald Muteau        | Kawasaki     | 0      | Niet gekwalificeerd |      |        |
| DNQ | 43 | Eric Maillard        | Honda        | 0      | Niet gekwalificeerd |      |        |
| DNQ | 47 | Wilfred Veille       | Kawasaki     | 0      | Niet gekwalificeerd |      |        |
| DNQ | 65 | Anton Berghammer     | Yamaha       | 0      | Niet gekwalificeerd |      |        |
| DNQ | 73 | Dave Hill            | Yamaha       | 0      | Niet gekwalificeerd |      |        |
| DNQ | 14 | Jeffry de Vries      | Yamaha       | 0      | Niet gekwalificeerd |      |        |

## Tussenstanden na wedstrijd
| Pos | Nr | Rijder            | Team     | Punten |
| --- | -- | ----------------- | -------- | ------ |
| 1   | 2  | Carl Fogarty      | Ducati   | 37     |
| 2   | 1  | Scott Russell     | Kawasaki | 33     |
| 3   | 5  | Giancarlo Falappa | Ducati   | 24     |
| 4   | 37 | Simon Crafar      | Honda    | 21     |
| 5   | 33 | Brian Morrison    | Honda    | 18     |

1988 · 1989 · 1990 · 1991 · 1992 · 1993 · 1994 (I) · 1994 (II) · 1995 · 1996 · 1997 · 1998 · 1999 · 2000 · 2001 · 2007 · 2008 · 2009 · 2011 · 2012 · 2013 · 2014 · 2015 · 2016 · 2017 · 2018 · 2019 · 2021 · 2022 · 2023 · 2024 · 2025